# Bezpartyjny Związek Zawodowy Maszynistów Kolejowych
Bezpartyjny Związek Zawodowy Maszynistów Kolejowych (BZZMK), jedna z działających w okresie międzywojennym w środowisku pracowników kolejowych organizacji związkowych, powstała w 1930 z Tymczasowego Komitetu Związku Zawodowego Maszynistów Kolejowych w Polsce w Opozycji. Określany był organizacją prorządową.

## Prezesi
- Idzi Burlaga (1931-1933)
- Tadeusz Drożyński (1933-1939)

## Media
Organem związku był mies. Głos Maszynisty z siedzibą redakcji w Poznaniu (1930-1932) i (1935-1939), w Warszawie (1933-1934).

## Siedziba
Związek z siedzibą w Poznaniu do 1932, ul. Wybickiego 1, i w dzielnicy Górna Wilga. W Warszawie z siedzibą przy ul. Targowej 27 (1936-1939).